# Mallorca Open
Mallorca Open — професійний тенісний турнір, що в 2016 — 2019 роках проводився під егідою Жіночої тенісної асоціації як жіночий турнір, а з 2021 року проводиться ATP як чоловічий турнір катугорії ATP 250. Поєдинки відбуваються в червні на трав'яних кортах Тенісної академії Санта-Понса на іспанському острові Мальорка, турнір є частиною циклу підготовки до Вімблдонського турніру. 

## Фінали

### Чоловіки, одиночний розряд
| Рік             | Чемпіон          | Фіналіст              | Рахунок            |
| --------------- | ---------------- | --------------------- | ------------------ |
| ↓ Тур ATP 250 ↓ |                  |                       |                    |
| 2021            | Данило Медведєв  | Сем Кверрі            | 6–4, 6–2           |
| 2022            | Стефанос Ціціпас | Роберто Баутіста Аґут | 6–4, 3–6, 7–6(7–2) |
| 2023            | Крістофер Юбенкс | Адріан Маннаріно      | 6–1, 6–4           |
| 2024            | Алехандро Табіло | Себастьян Офнер       | 6–3, 6–4           |
| 2025            | Таллон Ґрікспор  | Корентен Муте         | 7–5, 7–6(7–3)      |

### Чоловіки, парний розряд
| Рік             | Чемпіони                          | Фіналісти                          | Рахунок                    |
| --------------- | --------------------------------- | ---------------------------------- | -------------------------- |
| ↓ Тур ATP 250 ↓ |                                   |                                    |                            |
| 2021            | Сімоне Болеллі Максімо Гонсалес   | Новак Джокович Карлос Гомес-Еррера | Walkover                   |
| 2022            | Рафаель Матос Давід Веґа Ернандес | Аріель Беар Ґонсало Ескобар        | 7–6(7–5), 6–7(6–8), [10–1] |
| 2023            | Юкі Бгамбрі Ллойд Гарріс          | Робін Гаасе Філіпп Освальд         | 6–3, 6–4                   |
| 2024            | Джуліан Кеш Robert Galloway       | Diego Hidalgo Алехандро Табіло     | 6–4, 6–4                   |
| 2025            | Сантьяго Гонсалес Остін Крайчек   | Юкі Бгамбрі Роберт Ґалловей        |                            |

### Жінки, одиночний розряд
| Рік  | Чемпіонка           | Фіналістка          | Рахунок                 |
| ---- | ------------------- | ------------------- | ----------------------- |
| 2016 | Каролін Гарсія      | Анастасія Севастова | 6–3, 6–4                |
| 2017 | Анастасія Севастова | Юлія Гергес         | 6–4, 3–6, 6–3           |
| 2018 | Татьяна Марія       | Анастасія Севастова | 6–4, 3–6, 6–3           |
| 2019 | Софія Кенін         | Белінда Бенчич      | 6–7(2–7), 7–6(7–5), 6–4 |

### Жінки, парний розряд
| Рік  | Чемпіонки                                     | Фіналістки                                     | Рахунок          |
| ---- | --------------------------------------------- | ---------------------------------------------- | ---------------- |
| 2016 | Габріела Дабровскі Марія Хосе Мартінес Санчес | Анна-Лена Фрідзам Лаура Зігемунд               | 6–4, 6–2         |
| 2017 | Чжань Юнжань Мартіна Хінгіс                   | Єлена Янкович Анастасія Севастова              | без гри          |
| 2018 | Андрея Клепач Марія Хосе Мартінес Санчес      | Луціє Шафарова Барбора Штефкова                | 6–1, 3–6, [10–3] |
| 2019 | Кірстен Фліпкенс Юганна Ларссон               | Марія Хосе Мартінес Санчес Сара Соррібес Тормо | 6–2, 6–4         |